# جيورجي جوهنستون
جيورجي جوهنستون (بالإنجليزية: George Johnston)‏ (21 مارس 1947 بغلاسكو في المملكة المتحدة - ) هو لاعب كرة قدم بريطاني في مركز الهجوم. لعب مع برمنغهام سيتي وكارديف سيتي ونادي أرسنال ونادي فولهام ونادي والسول ونيوبورت كونتي ونادي هيرفورد.